# 朱敏 (击剑运动员)
朱敏（1988年5月11日—），江苏靖江人 ，中国女子击剑運動員。她的丈夫蒋科律同為击剑運動員。

## 生平
2011年，朱敏和同为击剑运动员的蒋科律领取了结婚证。2012年，朱敏代表中国出戰英國倫敦舉行的奥林匹克运动会擊劍比賽－女子個人佩劍賽事。